# إدريس الضحاك
إدريس الضحاك (15 غشت 1939، القصر الكبير) قاضٍ ورجل قانون مغربي، عين في 3 يناير 2012 أمينا عاما لحكومة بنكيران وكان قد شغل المنصب نفسه في حكومة عباس الفاسي منذ أغسطس 2008. كما تولي منصب الرئيس الأول للمجلس الأعلى (محكمة النقض حالياً) (1996-2008) وسفير المغرب بسوريا (1989-1994).

## مسيرته
حصل على الدكتوراه في الحقوق، دخل في عضوية أكاديمية المملكة، فعين مديرا للمعهد الوطني للدراسات القضائية خلال ثماني سنوات (1977-1985). وبين 1985 و1989 شغل منصب الأمين العام للمنظمة العربية للدفاع الاجتماعي ضد الجريمة، تقلد بعدها منصب الرئيس الأول للمجلس الأعلى (محكمة النقض حالياً) في أكتوبر 1996 إلى غاية 2008.
بعد وفاة عبد الصادق ربيع في 12 أغسطس 2008، الأمين العام للحكومة آنذاك، خلفه إدريس الضحاك في المنصب وعين وزيرا للأمانة العامة للحكومة.

## المهام المسند إليه حالياً
- وزير، الأمين العام للحكومة (المملكة المغربية) منذ 20 غشت 2008
- عضو أكاديمية المملكة المغربية منذ 3 ماي 1995
- رئيس شرفي ومؤسس لجمعية المحاكم العليا للدول الناطقة كليا أو جزئيا بالفرنسية
- عضو لجنة ابن رشد (مؤسسة تعنى بتوطيد العلاقات الثقافية والاقتصادية بين المملكة المغربية والمملكة الإسبانية)

## أوسمة
حصل الضحاك على عدة أوسمة:
- وسام العرش من درجة قائد.
- وسام العرش من درجة فارس.
- وسام العرش من درجة ضابط.
- وسام الاستحقاق السوري من الدرجة الأولى.
- الحمالة الكبرى لوسام الاستحقاق المدني للمملكة الإسبانية.
- وسام الاستحقاق الوطني من درجة قائد للجمهورية الفرنسية (2004)[8]

## الألقاب والشواهد المحصل عليها
- دكتوراه دولة في القانون البحري، جامعة نيس (فرنسا)
- دبلوم في القانون البحري، جامعة بروكسيل (بلجيكا)
- دبلوم في القانون الخاص، جامعة بروكسيل (بلجيكا)
- الإجازة في الحقوق، جامعة بغداد
- شهادات في القانون الجوي والقانون التجاري المقارن والقانون الدولي الخاص بجامعة بروكسيل

## اللغات
اللغة العربية، الفرنسية، الإسبانية، الإنجليزية والألمانية.

## التداريب والدورات الدراسية
- المعهد الوطني للدراسات القضائية (1962-1963)
- دورة دراسية في القانون الدولي الخاص بأكاديمية القانون الدولي بلاهاي سنة 1966
- المركز الدولي للطفولة بباريس حول جنوح الأحداث سنة 1966
- زيارة دراسية لألمانيا حول التنظيم القضائي الألماني سنة 1969
- زيارة دراسية لإنجلترا حول موضوع «التنظيم القضائي الإنجليزي» منظمة من قبل الاتحاد الدولي للقضاة سنة 1966 وسنة 1981
- زيارة دراسية للولايات المتحدة الأمريكية حول موضوع «التنظيم القضائي» سنة 1979

## المهام السابقة
- الرئيس الأول للمجلس الأعلى وعضو المجلس الأعلى للقضاء ما بين أكتوبر 1996 إلى 20 غشت 2008
- نائب وكيل الملك لدى المحكمة الإقليمية بالناظور سنة 1962
- قاضي التحقيق بالمحكمة الإقليمية بطنجة ما بين 1963 و1967
- نائب الوكيل العام للملك لدى محكمة الاستئناف بطنجة ما بين 1967 و1968
- وكيل الملك لدى المحكمة الإقليمية بتطوان وبطنجة وبالجديدة ما بين 1968 و1973
- مستشار بمحكمة الاستئناف بالرباط ثم ملحق بوزارة العدل سنة 1973
- مستشار بالمجلس الأعلى ملحق بوزارة العدل من سنة 1974 إلى 1977
- عضو المجلس الإداري بالمركز الجهوي المكلف بالتحكيم التجاري الدولي مقره القاهرة
- مدير المعهد الوطني للدراسات القضائية من سنة 1977 إلى 1985
- رئيس غرفة بالمجلس الأعلى سنة 1985
- الأمين العام للمنظمة العربية للدفاع الاجتماعي ضد الجريمة مابين 1985 و1989
- سفير الملك بالجمهورية العربية السورية ما بين 1989 و1994
- رئيس المجلس الاستشاري لمتابعة الحوار الاجتماعي منذ 1994
- رئيس المجلس الاستشاري لحقوق الإنسان ما بين 1996 و2002
- رئيس المجموعة الدولية للتنسيق بين المؤسسات الوطنية من أجل تطوير وحماية حقوق الإنسان ما بين 2000 و2002
- رئيس اللجنة الوطنية للتتبع الانتخابات 1997 - 2002
- رئيس ومؤسس لجمعية المحاكم العليا للدول الناطقة كلياً أو جزئياً بالفرنسية ما بين 2001 و2004
- رئيس اللجنة الاستشارية المكلفة بمراجعة مدونة الأحوال الشخصية ما بين 2001 و2002
- أستاذ بالمعهد الوطني للدراسات القضائية 1970-1989
- رئيس لجنة التشريع والعلاقات الدولية بالمجلس الوطني لحماية البيئة منذ سنة 1978
- الأمين العام للجمعية المغربية للقانون البحري منذ سنة 1971
- مدير مؤسس لمجلات قضائية.
- عضو اللجنة القانونية التابعة لبرنامج الأمم المتحدة حول البيئة المكلفة بدراسة المسؤولية في ميدان المحافظة على البيئة من سنة 1975 إلى 1977
- رئيس المجموعة الثالثة للجنة الخبراء العرب لقانون البحار التابعة لجامعة الدول العربية من سنة 1979 إلى 1982
- عضو سابق باللجنة المكلفة بجائزة المغرب وجائزة الحسن الثاني للبيئة
- رئيس مؤسس لغرفة التحكيم البحري بالمغرب منذ سنة 1979
- رئيس اللجنة القانونية المغربية لمشروع الربط القار بين المغرب وإسبانيا عبر مضيق جبل طارق من سنة 1980 إلى 1984
- أستاذ زائر بالسلك العالي بالمدرسة الوطنية للإدارة العمومية ما بين 1981 و1984.
- أستاذ زائر بكلية الحقوق بالرباط والدار البيضاء مابين 1982 و1989
- خبير الأمم المتحدة في ميدان حقوق الإنسان من سنة 1984 لغاية 1988
- رئيس اللجنة المكلفة بإعداد مشروع القانون المتعلق بالمحافظة على البيئة البحرية المغربية ما بين 1982 و1983
- نائب رئيس اللجنة الوطنية المكلفة بتقنين القانون البحري (الملاحة التجارية والصيد البحري ما بين سنة 1982 و1983
- رئيس اللجنة العربية الدائمة لحقوق الإنسان ما بين 1985 و1987 (جامعة الدول العربية)
- عضو اللجنة الاكاديمية للعلوم. (جامعة الكويت كلية الحقوق سنة 1988)
- عضو المجلس الإداري للمركز الإقليمي للتحكيم التجاري الدولي بالقاهرة 1991
- عضو اللجنة الوطنية المكلفة بأحداث كلية الحقوق والشريعة وتهيئ البرنامج عمان – مسقط 1993 - 1994
- رئيس جمعية المحاكم العليا الناطقة باللغة الفرنسية 2001
- عضو هيئة التحكيم للجائزة الدولية للعدالة الممنوحة من طرف مؤسسة بيتر كروبر الأمريكية ما بين 2001 و2004
- رئيس المجموعة الوطنية المغربية لدى مجلس الأمن والجمعية العامة للأمم المتحدة

## أهم المؤتمرات والندوات التي شارك فيها
- تمثيل المغرب في المؤتمر الثالث لهيئة الأمم المتحدة حول قانون البحار منذ سنة 1974 إلى غاية 1982
- تمثيل المغرب في الندوات المنظمة من قبل برنامج الأمم المتحدة لحماية البيئة البحرية (محاربة التلوث بالبحر الأبيض المتوسط) بموناكو، أثينا، جنيف، منذ سنة 1977
- تمثيل ودادية القضاة بالمغرب لدى الاتحاد الدولي للقضاة في كل من المجلس الإداري والمؤتمر العام ببرلين سنة 1969 والبرازيل سنة 1971 وفرنسا سنة 1972
- تنظيم المؤتمر الدولي للأكاديميين بلاهاي حول القانون الدولي البيئي: الرباط سنة 1971
- تنظيم ورئاسة ندوات حول حوادث السير بالرباط سنوات 1974، 1978، 1982 و1985
- تنظيم ورئاسة الأيام الدولية للقانون البحري بالرباط سنة 1979
- تنظيم ورئاسة دورة حول التحكيم البحري بالدول النامية بالدار البيضاء سنة 1981
- المشاركة في الندوة الدولية الأولى والثانية حول موضوع الربط القاري بين إسبانيا والمغرب عبر جبل طارق: رئاسة اللجنة القانونية المنبثقة عن الندوة الأولى بطنجة سنة 1980. رئاسة اللجنة السياسية والاقتصادية المنبثقة عن الندوة الثانية المنعقدة بمدريد سنة 1982
- المشاركة في ندوة «سبعين سنة من التحفيظ العقاري» ورئاسة اللجنة المنبثقة عن الندوة والمتعلقة بدراسات مقارنة بين التحفيظ والتسجيل العقاري، سنة 1983
- المشاركة في ندوة «المغرب والقانون البحري» بكلية الحقوق بالرباط سنة 1979
- المشاركة في ندوة «ربع قرن من القانون» بكلية الحقوق بالرباط سنة 1981
- المشاركة في المؤتمر الدولي السادس للمحكمين البحريين بموناكو سنة 1988
- تنظيم ورئاسة المؤتمر الدولي السابع للمحكمين البحريين بالمغرب سنة 1983
- المشاركة في ندوة «الاجتهاد القضائي الإسلامي» المنظمة من قبل جامعة السلطان قابوس، مسقط سنة 1988
- تنظيم ندوات مختلفة حول الدفاع الاجتماعي في كل من المغرب وليبيا
- المشاركة في مؤتمرات دولية حول «التحكيم التجاري الدولي والقضايا البحرية» بعدة عواصم أجنبية
- تنظيم ورئاسة أشغال مناظرة «الحوار الاجتماعي: التنمية والديموقراطية» (الرباط 16-17 أبريل 1996)
- تنظيم ورئاسة الملتقى الأول للمؤسسات الوطنية لحماية وتطوير حقوق الإنسان بحوض البحر الأبيض المتوسط (مراكش، 27 و28 و29 أبريل 1998)
- رئاسة اجتماعات اللجنة الوطنية لتتبع الانتخابات (ماي – دجنبر 1997)
- تنظيم ورئاسة أشغال ندوة «عمل المجلس الأعلى والتحولات الاقتصادية والاجتماعية» تخليدا للذكرى الأربعين لتأسيس المجلس الأعلى (الرباط 18-20 دجنبر 1997)
- تنظيم ورئاسة أشغال الدورة التكوينية لفائدة الصحافيين حول «الصحافة وحقوق الإنسان» (الرباط 13، 14 مارس 1998)
- رئاسة المؤتمر الدولي السابع حول مستقبل القدس العربية المنظم تحت الرعاية السامية للمغفور له الملك الحسن الثاني من طرف مركز الدراسات العربي – الأوروبي (الدار البيضاء 25، 27 فبراير 1999)
- تنظيم ورئاسة أشغال الملتقى الثاني للمربين بالمغرب وبالأندلس (فاس 13، 14 أكتوبر 1999)
- تنظيم ورئاسة الورش الدولي الخامس للمؤسسات الوطنية لتطوير وحماية حقوق الإنسان (الرباط، 13 و14 و15 أبريل 2000)
- المشاركة في الاجتماعات السنوية للجنة حقوق الإنسان بجنيف
- رئاسة لجنة الإطار المؤسساتي وتحسين المناخ العام التابعة للمجلس الأعلى للإنعاش الوطني والتخطيط (الرباط 4 و5 ماي 2000)
- تنظيم ورئاسة المجموعة غير الرسمية لرؤساء محاكم عليا حول «العدالة وحقوق الإنسان والعولمة»(الرباط، 25 و26 ماي 2000).

## مؤلفاته
- الوجيز في حوادث السير، ثلاثة أجزاء وهي:

1. الجزء الأول: «قانون السير» طبعتان: الأولى سنة 1975 والثانية سنة 1981.
2. الجزء الثاني: «المسؤولية والتعويض عن الضرر»، طبعة أولى يونيو 1980.
3. الجزء الثالث: «التأمين الإجباري للسيارات»، طبعتان: الأولى سنة 1981 والثانية سنة 1989.

- «قانون البحار وتطبيقاته في الدول العربية»، باللغة العربية. 1987.
- «الوجيز في قوانين الصيد البحري وتطبيقاتها في المغرب»، 1990.
- «المصالح العربية في قانون البحار الجديد» سنة 1989.
- «قانون الملاحة البحرية الخاصة بالمغرب» سنة 1989.
- «الدول العربية وقانون البحار باللغة الفرنسية» في جزئيين سنة 1986.

## أهم العروض والمقالات التي نشرها
- حديث ديني ألقي أمام الملك الحسن الثاني حول «المحافظة على البيئة الطبيعية قانونا وعملا» من خلال قوله تعالى: «والأرض مددناها وألقينا فيها رواسي...» الآية سنة 1984 ونشر بعد ذلك ضمن سلسلة الأحاديث الرمضانية سنة 1985(وزارة الأوقاف والشؤون الإسلامية).
- «العدالة في خدمة التنمية»، نشر في مجلة القضاء والقانون المغربية ومجلة القضاء والتشريع التونسية سنة 1968 (باللغة العربية). وهو عرض افتتاحي للمؤتمر السابع لرابطة القضاة بالمغرب.
- «التعويض عن الضرر الناتج عن التلوث البحري»، نشر في مجلة أكاديمية القانون الدولي بلاهاي سنة 1971 وبمجلة الاجتهاد القضائي والقانون في سنة 1972 (باللغتين الفرنسية والعربية).
- «المغرب والمؤتمر الثالث لقانون البحار»، نشر في مجلة المناهل الصادرة عن وزارة الشؤون الثقافية بالمملكة المغربية 1978 (باللغة العربية).
- «بيع الفضولي في الفقه الإسلامي ومدونة الالتزامات والعقود المغربية» نشر في مجلة القضاء والقانون المغربية سنة 1970.
- «القانون البحري المغربي والمسؤولية والتعويض عن الضرر في ميدان البيئة البحرية» نشر في كتاب القانون البحري المغربي، من منشورات المعهد الوطني للدراسات القضائية 1980 (باللغة الفرنسية).
- "المشروع المغربي في ميدان المسؤولية والتعويض عن الضرر بالمؤتمر الثالث لهيئة الأمم المتحدة حول قانون البحار، نشر في مجلة العلوم القانونية والاقتصادية والاجتماعية كلية الحقوق الرباط سنة 1980 (باللغة العربية).
- «دور القاضي في المجتمع الحديث»، نشر في مجلة القضاء والقانون المغربية سنة 1973 (باللغة العربية).
- «مسؤولية القاصر في حوادث السير»، نشر في مجلة القضاء والقانون المغربية ومجلة القضاء والتشريع التونسية سنة 1979 (باللغة العربية).
- «الحماية القانونية للطفل في المغرب»، عرض بثته التلفزة المغربية كاملا سنة 1979.
- «الوضع البيئي المغربي بين الواقع والقانون»، عرض بمناسبة اليوم العالمي للبيئة سنة 1979.
- «المظاهر القانونية للربط القاري عبر مضيق جبل طارق»، نشر في مدريد من طرف شركة دراسات المضيق، مدريد سنة 1983 (باللغة الإسبانية).
- دراسة لفائدة جامعة الدول العربية حول موضوع «المصالح العربية من منظور جديد لاتفاقية قانون البحار»، (تصدير التكنولوجيا، حماية البيئة البحرية والبحث العلمي)، سنة 1982.
- - «التعاون العربي في ميدان الصيد البحري»، عرض مقدم في ندوة طرق التعاون البحري المنعقد بتونس سنة 1984 ونشر بالمجلة التونسية للقانون الدولي سنة 1985.
- «التحكيم في الميدان البحري»، عرض ألقي أمام المؤتمر الدولي السابع للمحكمين البحريين بمدينة الدار البيضاء سنة 1985 (باللغة الفرنسية).
- «المظاهر التشريعية المخولة لحماية البيئة البحرية في العالم العربي» – عرض قدم بجامعة قطر سنة 1986 ونشر من طرف منظمة اليونسكو.
- «القرصنة في ميدان الصيد البحري» عرض ألقي أمام أعضاء أكاديمية المملكة المغربية سنة 1985 ونشر في مجلتها المتخصصة سنة 1986.
- «قانون البحار الجديد والمصلحة العربية»، محاضرة ضمن الموسم الدبلوماسي ألقيت أمام السلك الدبلوماسي بمدينة أبوظبي سنة 1986 ونشرت في كتاب خاص بالمعهد الدبلوماسي بالإمارات العربية المتحدة.
- «المسؤولية العامة والخاصة في تلوث البيئة» عرض ألقي في الندوة القانونية المغربية الإسبانية حول الربط القاري بمدريد سنة 1986 (باللغة الإسبانية).
- «الدفاع الاجتماعي ودوره في الوقاية من انحراف الأحداث»، عرض قدم أمام المؤتمر الإفريقي للأسرة المنعقدة بمدينة الدار البيضاء أيام 8 -10 مارس 1988، نشرت باللغتين العربية والفرنسية.
- «التحكيم التجاري البحري في القانون المغربي»، عرض قدم أمام المشاركين في ندوة التحكيم التجاري الدولي وتشجيع وحماية الاستثمارات المنعقدة بالقاهرة أيام 20 -31 مارس 1988.
- «نحو صيغة عربية لمعالجة ظاهرة الانحراف لدى الأحداث»، عرض قدم في ندوة طرابلس بليبيا (حول انحراف الأحداث في الوطن العربي) نشر في مجلة المنظمة العربية للدفاع الاجتماعي ضد الجريمة سنة 1988.
- «انحراف الأحداث في الوطن العربي بين الواقع والقانون»، عرض قدم في دمشق، سوريا سنة 1990 ونشر في مجلة اتحاد الهلال والصليب الأحمر في ثلاث أعداد سنة 1991.
- مقالات مختلفة تتضمن تعاليق على بعض القرارات الصادرة عن المجلس الأعلى بالمملكة المغربية (محكمة النقض حاليا)ً.
- المشاركة في العديد من المؤتمرات حول «تكوين السفراء العرب» في كل من سوريا، وسلطنة عمان والإمارات العربية المتحدة خلال سنوات 1983، 1986، 1989، 1990، 1992، 1993، و1996 منشورة بمجلات متخصصة.
- «السفارة والسفير في الغرب الإسلامي» عرض قدم في ندوة السفير والسفارة في الوطن العربي سنة 1992 دمشق سوريا.
- «نحو تنظيم قانوني جديد للمحافظة على البيئة البحرية العربية» عرض قدم بدمشق مكتبة الأسد سنة 1993.
- «العرب والبحار بين الأمس واليوم» عرض قدم بدمشق بتنظيم من جمعية أصدقاء دمشق سنة 1993.
- «قانون البحار وتطبيقاته في سوريا» عروض ألقيت على الدبلوماسيين السوريين بوزارة الخارجية السورية خلال سنتي 1991- 1992.
- «قانون البحار وتطبيقاته في سلطنة عمان» عروض ألقيت على الدبلوماسيين والعسكريين بمسقط بالمعهد الدبلوماسي وكلية الأركان العسكرية خلال سنة 1992 ونشرت بمجلة الوزارة سنة 1993.

## وصلات خارجية
- السيد إدريس الضحاك